# Kollegialsystem
Kollegialsystem (modsat ministerialsystem) , er en forvaltningsform, hvor de enkelte afgørelser træffes af et organ, bestående af flere  personer, der i reglen er sideordnede. 
Kollegialsystemet  er stadig almindeligt i Højesteret og landsretterne i Danmark.

## Ekstern henvisning
Den nye Salmonsen – kolonne 2443
 Denne artikel bør gennemlæses af en person med fagkendskab for at sikre den faglige korrekthed.

| Forvaltning | Spire Denne artikel om forvaltning er en spire som bør udbygges. Du er velkommen til at hjælpe Wikipedia ved at udvide den. |